# Lohnsburg am Kobernaußerwald
Lohnsburg am Kobernaußerwald (fino al 26 maggio 1968 Lohnsburg) è un comune austriaco di 2 217 abitanti nel distretto di Ried im Innkreis, in Alta Austria; ha lo status di comune mercato (Marktgemeinde).